# Acanthaspis petax
Acanthaspis petax es una especie perteneciente al género de las Acanthaspis de la familia de las chinches asesinas (Reduviidae). Esta especie se alimenta principalmente de hormigas, pero también de una variedad de insectos pequeños, como moscas, saltamontes pequeños y escarabajos. Las ninfas de esta especie crean una pila de cadáveres de hormigas en sus espaldas para camuflarse. Los adultos no usan camuflaje y están coloreados con un patrón rojo y negro.
Este insecto vive en el este de África, cerca del lago Victoria, en países como Uganda, Kenia y Tanzania. También ha sido visto en países de Asia occidental.

## Hábitat
Acanthaspis petax vive en la sabana, en hábitats ocultos, como grietas en el suelo, grietas en paredes de barro y montículos abandonados de termitas, donde crecen hongos.

## Camuflaje

### Camuflaje con cadáveres de hormigas
Las ninfas de Acanthaspis petax crean un gran montículo en la espalda que consiste predominantemente en cadáveres de hormigas, pero a menudo se incluyen otros pequeños cadáveres de insectos y trozos de plantas. Al empleo de materiales del entorno en su cuerpo se lo denomina enmascaramiento, más específicamente, este es un tipo de enmascaramiento llamado camuflaje con cadáveres. Las ninfas usan este camuflaje para esconderse de los depredadores y ayudar en la captura de sus presas.
Para construir su camuflaje, Acanthaspis petax primero debe capturar a su presa. Una vez capturado, Acanthaspis petax inyecta a la presa enzimas digestivas y bebe los tejidos disueltos, dejando atrás un exoesqueleto vacío. Este exoesqueleto se fija al dorso de A. petax mediante hilos adhesivos que segrega de los pelos secretores de su abdomen.
Cómo exactamente este montículo de cadáveres camufla a Acanthaspis petax todavía está en debate, ya que se ha investigado poco sobre el tema. Una teoría es el camuflaje con formas extrañas: el insecto puede adherirse tantos elementos a su espalda que es irreconocible para los depredadores. No camuflándose como otra cosa sino simplemente desbaratando su propia imagen. Otra idea es que A. petax se camufla como un enjambre de hormigas. Curiosamente, las hormigas no son los únicos organismos de los que Acanthaspis petax se alimenta, pero son los principales con los que construye su camuflaje. Esto posiblemente se deba a que las arañas salticidae son un depredador importante de Acanthaspis petax pero no de las hormigas. De hecho, las arañas pueden evitar un grupo de hormigas por temor a ser rodeadas por ellas. Finalmente, se ha sugerido que este es un tipo de camuflaje olfativo, es decir, el olor de las hormigas enmascararía el del insecto, sin embargo, esta teoría no ha sido estudiada.
Lo que se sabe es que los insectos enmascarados son atacados mucho menos por depredadores orientados visualmente que aquellos  insectos desnudos, lo que lleva a la conclusión de que el camuflaje es al menos parcialmente visual.

### Otro camuflajes
Las ninfas también se cubren con arena o partículas de tierra. Esta "capa de polvo" puede ser una forma de camuflaje olfativo, que enmascara el olor de Acanthaspis petax, lo que le permite pasar desapercibido para su presa y capturarlo más fácilmente.
En general, dado que las ninfas están activas durante el día. usan mucho el camuflaje. Los adultos son activos durante la noche y, por lo tanto, tienen menos necesidad de camuflarse y no lo usan.

## Alimentación
Acanthaspis petax es un depredador que acecha a su presa hasta que se acerca lo suficiente para tenderle una emboscada. Luego perfora a la presa con su probóscide en forma de jeringa. La saliva paralizante y las enzimas digestivas se envían por la probóscide hacia la presa. Una vez que la presa se digiere de forma extracorpórea, Acanthaspis petax succiona los tejidos licuados hacia la probóscide, dejando solo el exoesqueleto de la presa.

## Comportamientos
Cuando es agarrado por un depredador, Acanthaspis petax puede liberar su cuerpo de su camuflaje y huir o esconderse, dejando atrás solo una bola de cadáveres de hormigas. Si se atrapa una ninfa, puede pasarse por muerta, quedándose quieta durante muchos minutos.
Acanthaspis petax se mueve con poca frecuencia y en ráfagas cortas. Este tipo de movimiento mejora la eficacia del camuflaje.
Las ninfas pueden pasar muchos días sin comida ni agua, lo que las adapta bien a su hábitat aparentemente poco atractivo.